# Chaetarcturus spinifrons
Chaetarcturus spinifrons är en kräftdjursart som först beskrevs av Frank Evers Beddard 1886.  Chaetarcturus spinifrons ingår i släktet Chaetarcturus och familjen Antarcturidae. Inga underarter finns listade i Catalogue of Life.